# أحمد عقيل الخطيب
أحمد بن عقيل الخطيب وزير السياحة في المملكة العربية السعودية، تولّى قيادة مهام أول وزارة للسياحة في البلاد منذ استحداثها بأمر ملكي في 25 فبراير 2020. وكان الأمر الملكي الذي أصدره العاهل السعودي الملك سلمان بن عبد العزيز قضى بتحويل "الهيئة العامة للسياحة والتراث الوطني" إلى وزارة ويعدل اسمها إلى "وزارة السياحة" وتعيين أحمد الخطيب وزيراً لها.
ويمتلك "الخطيب" ما يزيد عن 30 عاماً من الخبرة في قطاعي الاستثمار والخدمات المالية قام خلالها بتأسيس وإدارة عدد من الهيئات الحكومية والشركات منها الهيئة العامة للترفيه، والهيئة السعودية للسياحة، وصندوق التنمية السياحي، والشركة السعودية للصناعات العسكرية وغيرها، بالإضافة إلى إعادة هيكلة عدد من الجهات المُساهِمة في تحقيق رؤية السعودية 2030. وقد منحه الملك سلمان بن عبد العزيز وشاح الملك عبدالعزيز من الطبقة الثانية في 6 أبريل 2021.

## سيرته
أحمد بن عقيل الخطيب من مواليد مدينة الرياض عام 1965. تخرَّج بدرجة البكالوريوس في إدارة الأعمال من جامعة الملك سعود، وحصل على دبلوم في التخطيط المالي ودبلوم في إدارة الثروات من جامعة دالهاوسي في كندا.
في عام 1992 التحق ببنك الرياض وعمل في إدارات البنك المختلفة لمدة 11 عاماً أسس خلالها إدارة استثمارات العملاء، والتحق بعدها ببنك "ساب" عام 2003 وشارك في تأسيس المصرفية الإسلامية (أمانة) قبل أن ينتقل إلى الخدمات الخاصة مديراً عاماً لها، وفي عام 2006 أسّس شركة جدوى للاستثمار.
بدأ "الخطيب" عمله الحكومي مستشاراً في ديوان ولي العهد، وعمل مستشاراً لوزير الدفاع، ومديراً لمشروع تطوير وزارة الدفاع، ثم انتقل للعمل مستشاراً في الديوان الملكي، كما شغل منصب وزير الصحة عام 2015، وكان أوَّل رئيس للهيئة العامة للترفيه منذ تعيينه في مايو 2016 وحتى يونيو 2018، وكذلك عمل مستشاراً في الأمانة العامة لمجلس الوزراء السعودي قبل تعيينه كأوَّل وزير للسياحة في المملكة العربية السعودية. حيث جاء إنشاء وزارة السياحة امتدادًا للجهود الرامية لتعزيز انفتاح المملكة وتواصلها مع العالم، إضافةً إلى دعم جهود التنمية والتنوع الاقتصادي لتحقيق أهداف رؤية السعودية 2030، التي تشمل رفع مساهمة قطاع السياحة في الناتج المحلي من 3% إلى أكثر من 10%، وتوفير مليون فرصة عمل في القطاع السياحي في المملكة.

## السياحة السعودية خلال فترة عمله
في عام 2023 جاءت المملكة العربية السعودية في المركز الثاني ضمن أسرع الوجهات السياحية نموًا في العالم. حيث حققت السعودية رقمًا قياسيًا جديدًا في إنفاق الزوار القادمين من الخارج بلغ أكثر من 100 مليار ريال سعودي بنهاية الربع الثالث من عام 2023 بنسبة نمو بلغت 72% على أساس سنوي، كما حققت السياحة السعودية التعافي الكامل حيث قفزت نسبة تعافي القطاع السياحي في المملكة إلى 150% مقارنة بمستويات ما قبل جائحة "كوفيد-19"، الذي شهدت فيه مختلف الوجهات السياحية السعودية تزايدًا في أعداد الزوار من الداخل والخارج بحسب التقارير الصادرة عن منظمة السياحة العالمية، حيث كشفت أن المملكة العربية السعودية تصدرت دول مجموعة العشرين في نسبة نمو عدد السياح الوافدين بنهاية الربع الثالث من 2023.
في عام 2024 نما القطاع السياحي في المملكة العربية السعودية بما يتجاوز 32% ليُسهم بمبلغ قياسي قدره 444.3 مليار ريال سعودي في الناتج المحلي الإجمالي السعودي -ما يعادل 118.4 مليار دولار أمريكي- وهو ما يمثل 11.5% من الاقتصاد بأكمله، وقد تجاوزت هذه النسبة الرقم القياسي السابق بنسبة 30٪ ما يؤكد الدور المحوري الجديد للقطاع في الإطار الاقتصادي للمملكة. كما شهد عام 2024 زيادة كبرى في التوظيف في قطاع السفر والسياحة بنسبة 24% على أساس سنوي، وارتفعت الوظائف التي يدعمها القطاع بمقدار 436 ألف وظيفة لتصل إلى أكثر من 2.5 مليون وظيفة، وهو ما يمثل واحدة من كل خمس وظائف في السعودية. وقد ارتفع إنفاق الزوار الدوليين بنسبة 57% ليصل إلى 227.4 مليار ريال سعودي محطمًا الرقم القياسي السابق بمقدار 93.6 مليار ريال سعودي، بينما نما إنفاق الزوار المحليين بنسبة 21.5% ليصل إلى 142.5 مليار ريال سعودي، وتتجه المملكة العربية السعودية الآن نحو مستويات أعلى تتمثل في جذب 150 مليون زيارة بحلول عام 2030.

## مناصبه الحالية[12]
- وزير السياحة السعودي.
- عضو مجلس الشؤون الاقتصادية والتنمية.
- رئيس لجنة برنامج جودة الحياة -أحد برامج رؤية السعودية 2030-.
- رئيس اللجنة التنفيذية لمنظمة السياحة العالمية.
- رئيس مجلس التنمية السياحي.
- رئيس مجلس إدارة الهيئة السعودية للسياحة.
- رئيس مجلس إدارة صندوق التنمية السياحي.
- رئيس مجلس إدارة الهيئة السعودية للبحر الأحمر.
- رئيس مجلس إدارة الصندوق السعودي للتنمية.
- عضو مجلس إدارة صندوق التنمية الوطني.
- عضو مجلس إدارة صندوق الاستثمارات العامة.
- عضو مجلس إدارة شركة نيوم.
- عضو مجلس إدارة شركة القدية للاستثمار.
- عضو مجلس إدارة شركة البحر الأحمر العالمية.[13]
- أمين عام وعضو مجلس إدارة هيئة تطوير بوابة الدرعية وشركة الدرعية المحدودة.[14]
- أمين عام وعضو مجلس إدارة صندوق الفعاليات الاستثماري.[15]
- أمين عام وعضو مجلس إدارة شركة وسط جدة للتطوير.[16]

| سبقه محمد بن علي آل هيازع | وزير الصحة 2015 - 2015                 | تبعه خالد الفالح   |
| سبقه لا يوجد              | رئيس الهيئة العامة للترفيه 2016 - 2018 | تبعه تركي آل الشيخ |